# 눙안현

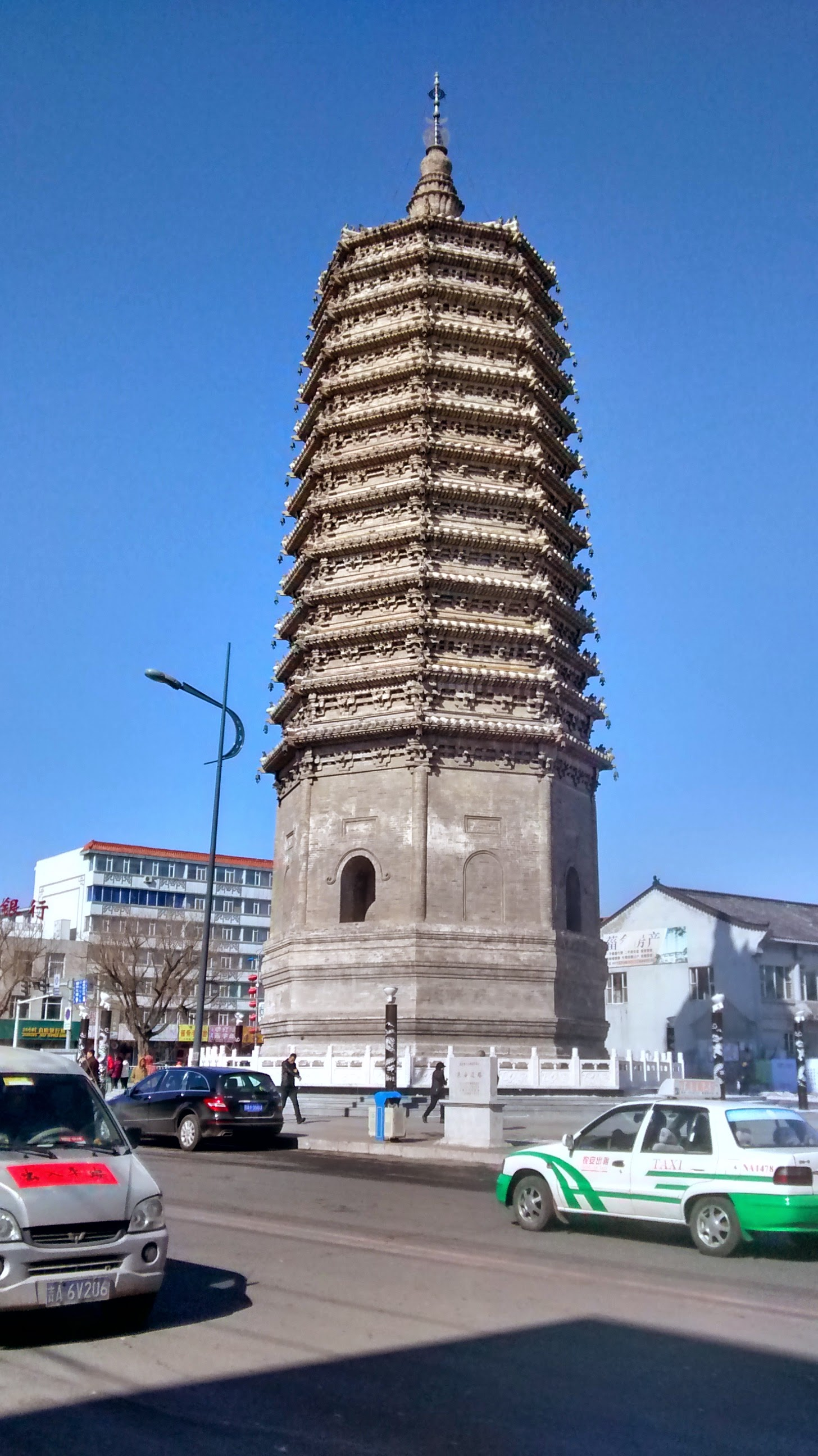

눙안현(한국어: 농안현, 중국어: 农安县, 병음: Nóng'ān Xiàn)은 중화인민공화국 지린성 창춘시의 행정구역이다. 넓이는 5221km2이고, 인구는 2007년 기준으로 1,080,000명이다.

## 지리
창춘과 63km 떨어져있고 연평균 기온은 4.7°C, 연평균 강수량은 508.2mm이다.

### 기후
| Nong'an (1981−2010)의 기후                     | Nong'an (1981−2010)의 기후 | Nong'an (1981−2010)의 기후 | Nong'an (1981−2010)의 기후 | Nong'an (1981−2010)의 기후 | Nong'an (1981−2010)의 기후 | Nong'an (1981−2010)의 기후 | Nong'an (1981−2010)의 기후 | Nong'an (1981−2010)의 기후 | Nong'an (1981−2010)의 기후 | Nong'an (1981−2010)의 기후 | Nong'an (1981−2010)의 기후 | Nong'an (1981−2010)의 기후 | Nong'an (1981−2010)의 기후 |
| 월                                             | 1월                        | 2월                        | 3월                        | 4월                        | 5월                        | 6월                        | 7월                        | 8월                        | 9월                        | 10월                       | 11월                       | 12월                       | 연간                       |
| ---------------------------------------------- | -------------------------- | -------------------------- | -------------------------- | -------------------------- | -------------------------- | -------------------------- | -------------------------- | -------------------------- | -------------------------- | -------------------------- | -------------------------- | -------------------------- | -------------------------- |
| 역대 최고 기온 °C (°F)                         | 4.5 (40.1)                 | 14.9 (58.8)                | 21.8 (71.2)                | 31.0 (87.8)                | 35.2 (95.4)                | 37.8 (100.0)               | 34.9 (94.8)                | 34.3 (93.7)                | 31.3 (88.3)                | 27.8 (82.0)                | 20.0 (68.0)                | 10.5 (50.9)                | 37.8 (100.0)               |
| 일평균 최고 기온 °C (°F)                       | −10.0 (14.0)               | −4.3 (24.3)                | 3.9 (39.0)                 | 14.6 (58.3)                | 21.9 (71.4)                | 26.7 (80.1)                | 27.6 (81.7)                | 26.7 (80.1)                | 21.7 (71.1)                | 13.3 (55.9)                | 1.3 (34.3)                 | −7.3 (18.9)                | 11.3 (52.4)                |
| 일일 평균 기온 °C (°F)                         | −16.3 (2.7)                | −11.0 (12.2)               | −2.3 (27.9)                | 8.1 (46.6)                 | 15.7 (60.3)                | 21.1 (70.0)                | 23.1 (73.6)                | 21.8 (71.2)                | 15.4 (59.7)                | 7.0 (44.6)                 | −4.2 (24.4)                | −13.1 (8.4)                | 5.4 (41.8)                 |
| 일평균 최저 기온 °C (°F)                       | −21.8 (−7.2)               | −16.9 (1.6)                | −8.2 (17.2)                | 1.6 (34.9)                 | 9.3 (48.7)                 | 15.5 (59.9)                | 18.8 (65.8)                | 17.3 (63.1)                | 9.4 (48.9)                 | 1.3 (34.3)                 | −9.1 (15.6)                | −18.1 (−0.6)               | −0.1 (31.9)                |
| 역대 최저 기온 °C (°F)                         | −37.2 (−35.0)              | −35.7 (−32.3)              | −27.7 (−17.9)              | −11.0 (12.2)               | −2.8 (27.0)                | 3.5 (38.3)                 | 8.0 (46.4)                 | 4.9 (40.8)                 | −2.8 (27.0)                | −13.9 (7.0)                | −27.3 (−17.1)              | −36.7 (−34.1)              | −37.2 (−35.0)              |
| 평균 강수량 mm (인치)                          | 3.3 (0.13)                 | 3.4 (0.13)                 | 10.5 (0.41)                | 19.2 (0.76)                | 42.5 (1.67)                | 85.1 (3.35)                | 141.6 (5.57)               | 114.1 (4.49)               | 42.8 (1.69)                | 20.1 (0.79)                | 10.3 (0.41)                | 5.2 (0.20)                 | 498.1 (19.6)               |
| 평균 상대 습도 (%)                             | 66                         | 58                         | 49                         | 47                         | 49                         | 62                         | 78                         | 78                         | 69                         | 61                         | 62                         | 66                         | 62                         |
| 출처: China Meteorological Data Service Center |                            |                            |                            |                            |                            |                            |                            |                            |                            |                            |                            |                            |                            |

## 역사
부여의 수도가 있었다. 부여가 고구려에 의해 멸망한 뒤, 고구려는 이땅에 부여성(夫餘城)을 세웠는데, 삼국사기 지리지에 나오는 '북부여성주'가 이곳으로 보인다. 그리고 이 기록에 따르면 '조리비서'라고도 불렸다고 한다.
발해 때는 부여부에 속했는데, 거란과의 무역로인 거란도의 중간에 있었으며 이길을 직행하면 발해의 수도인 상경용천부가 있었기 때문에 발해에서 요동방어선 만큼이나 주의를 기울였던 방어선이었다.
그러나 926년 거란이 침공했을 때 부여성의 성주가 왕위다툼을 위해 부여성을 버리고 상경으로 들어가면서 부여성은 매우쉽게 거란군에 함락되었고 거란도를 통하여 발해의 상경용천부가 함락당하면서 발해는 멸망했다.
발해가 멸망한 뒤에도 발해 유민들의 세력이 상당하여 정안국에 붙거나 성주인 연파가 거란에 반기를 드는 등 거란에 저항하였다.
연파의 난이 진압된 뒤 부여성의 주민들은 쓰핑 시 이퉁 만족 자치현으로 강제이주 당하고 중국인들을 이곳에 이주시켰다. 그리고 이지역을 황룡부(黃㡣府)라고 칭했다.
금나라는 이곳에 융주(隆州)를 설치했다. 금나라가 멸망한 뒤에 세워진 청나라는 내몽골 고로노드전기(郭爾羅斯前旗)에 두었다가 1882년(광서 8년) 길림성으로 이관시켰다. 1889년(광서 15년)에 장춘부(長春府)에 소속시켰다.

## 행정 구역
10개 진, 11개 향을 관할한다.
- 진: 农安镇, 伏龙泉镇, 哈拉海镇, 靠山镇, 开安镇, 烧锅镇, 高家店镇, 华家镇, 三盛玉镇, 巴吉垒镇；
- 향: 前岗乡, 龙王乡, 三岗乡, 万顺乡, 杨树林乡, 永安乡, 青山口乡, 黄鱼圈乡, 新农乡, 万金塔乡, 小城子乡.